# 小精巣

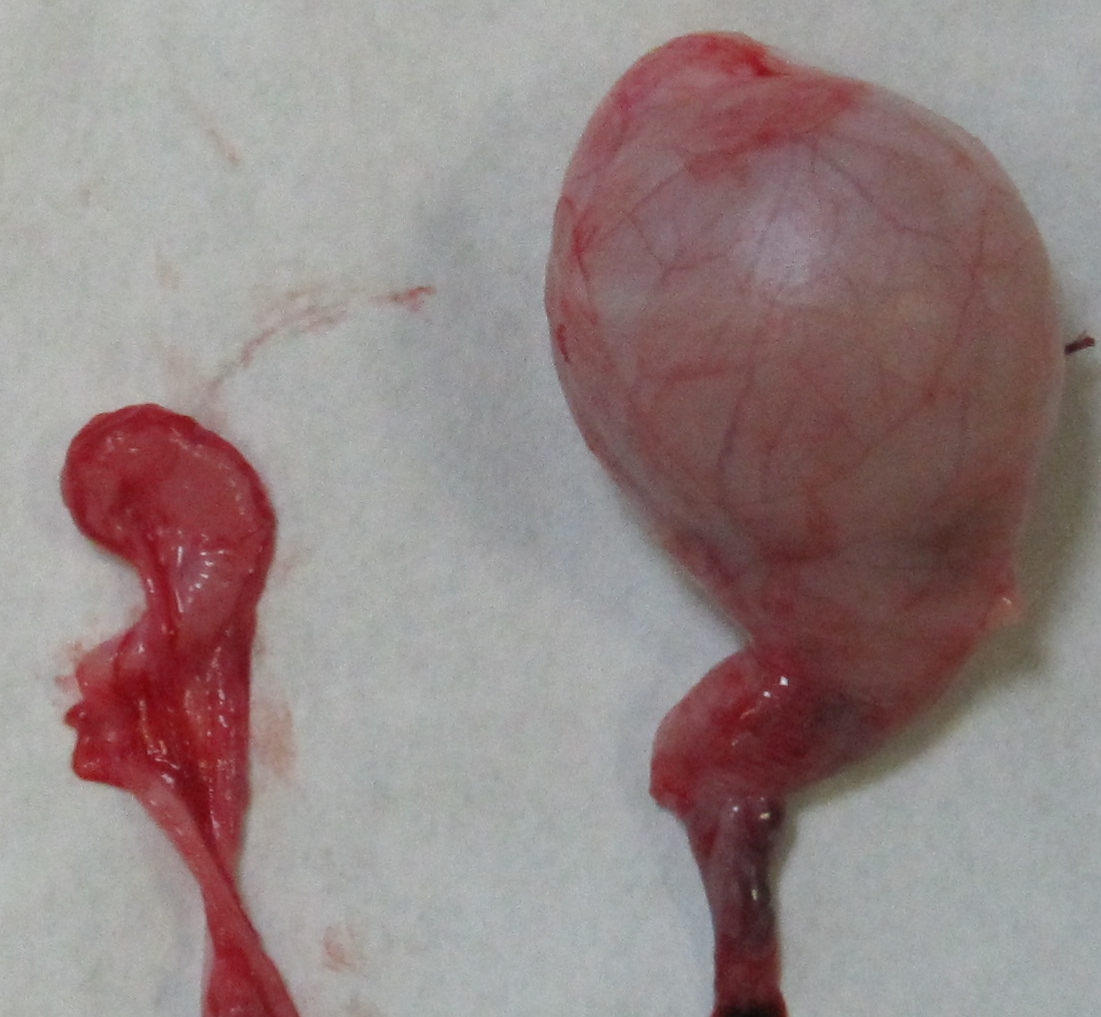
ネコの小精巣(左) と正常精巣 (右)

小精巣（しょうせいそう）または小睾丸（しょうこうがん）（英: Microorchidism）は、精巣が異常に小さいことを特徴とする病態である。この症状は、クラインフェルター症候群やプラダー・ウィリー症候群、その他の多発性奇形疾患などで一次的に発症し、他にも多くの遺伝性疾患で二次的にも発生する。精巣容積の異常の程度は、睾丸測定器を使用することで判定可能である。また、おたふくかぜなどの感染症による精巣縮退の結果として生ずる場合がある。ホルモン療法や怪我による精巣萎縮とは区別される。